# Birgit Schatz

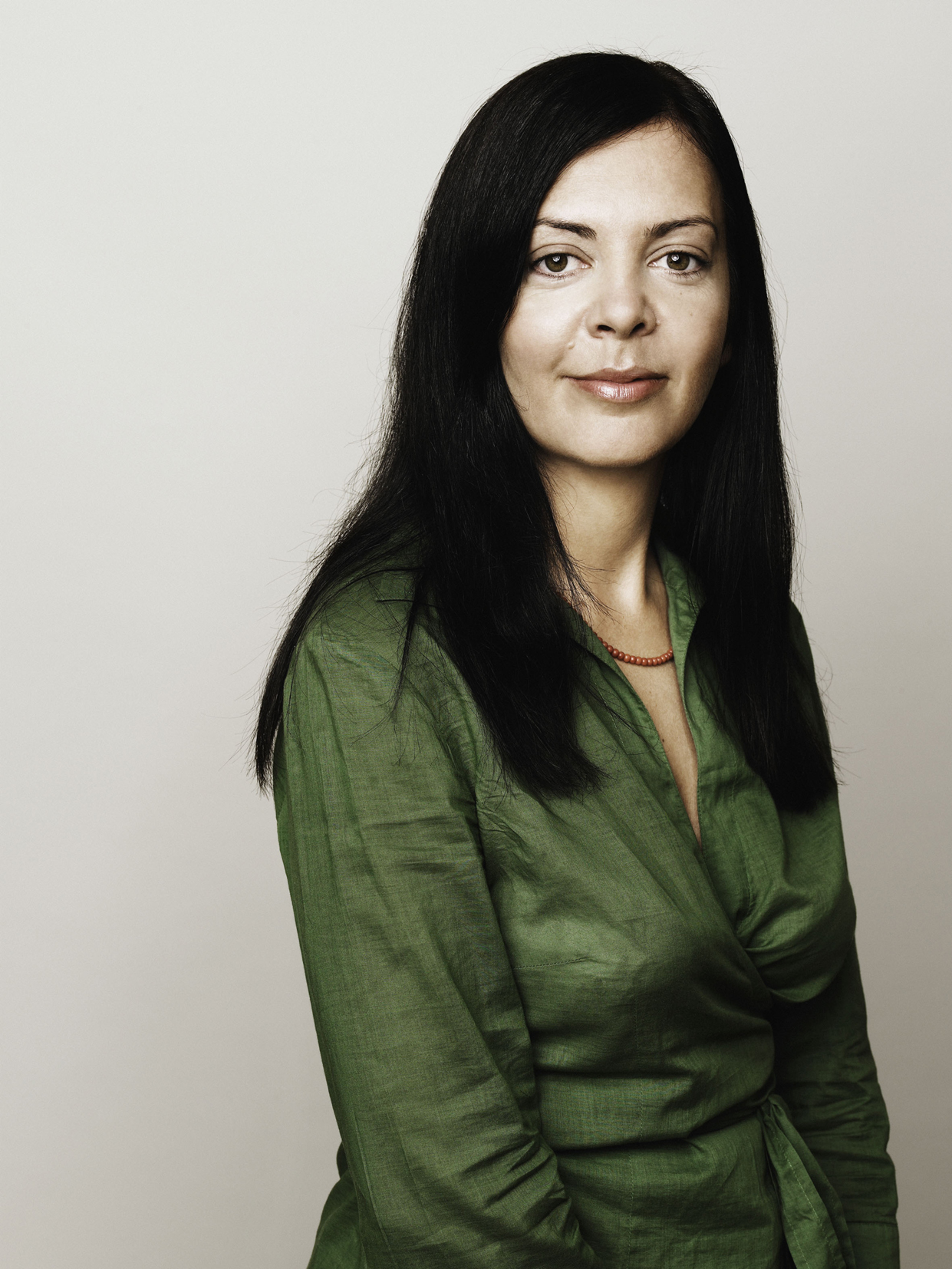
Birgit Schatz

Birgit Schatz (* 9. Dezember 1969 in Salzburg) ist eine österreichische Politikerin (Die Grünen). Von 2006 bis 2017 war sie Abgeordnete zum Nationalrat.

## Schul- und Ausbildung
Birgit Schatz besuchte zwischen 1976 und 1980 die Volksschule Schüttdorf/Zell und absolvierte im Anschluss bis 1984 die Hauptschule in Bruck an der Glocknerstraße. Nach der Hauptschule besuchte Schatz Höhere Bundeslehranstalt für wirtschaftliche Berufe in Saalfelden, die sie 1989 mit der Matura abschloss. Sie studierte von 1989 bis 1993 Kunstgeschichte an der Universität Salzburg und von 1990 bis 1997 Politikwissenschaft sowie Publizistik und Kommunikationswissenschaften an der Universität Salzburg, das sie mit dem Titel Mag. phil. beendete. 

## Berufliche und politische Laufbahn
Birgit Schatz arbeitete ab 1993 an wissenschaftlichen Projekten mit und übernahm zwischen 1997 und 2000 die Leitung des ÖH-Beratungsservice an der Universität Salzburg. Sie war zudem Studienrichtungsvertreterin, Referentin der ÖH Uni Salzburg und stellvertretende Sozialbeauftragte der Universität Salzburg. 
Zwischen 2000 und 2006 war sie Landesgeschäftsführerin der Grünen Salzburg. Im Oktober 2005 belegte Schatz bei den internen Wahlen der Salzburger Grünen um die Vergabe der Listenplätze für die Nationalratswahlen 2006 den ersten Platz. Sie wurde im ersten Wahlgang mit 55 % gewählt und setzte sich dabei unter anderem gegen die damals aktive Nationalratsabgeordnete Heidemarie Rest-Hinterseer durch. Sie vertrat die Grünen seit dem 30. Oktober 2006 im Nationalrat, in den sie über die Salzburger Landesliste gewählt wurde. Sie war im Nationalrat Arbeitnehmerinnensprecherin der Grünen Parlamentsfraktion und hatte ihren Arbeitsschwerpunkt in den Gebieten Sozial- und Bildungspolitik. Birgit Schatz war darüber hinaus Hauptmitglied in den Ausschüssen Arbeit und Soziales sowie Wissenschaft und Tourismus. Sie war Ersatzmitglied in den Ausschüssen Wirtschaft, Bildung, Inneres, Landesverteidigung, Volksanwaltschaft und Europäische Union.

## Auszeichnungen
- 2017: Großes Goldenes Ehrenzeichen für Verdienste um die Republik Österreich[2]